# Mataram (Tugu Mulyo)
Mataram is een bestuurslaag in het regentschap Musi Rawas van de provincie Zuid-Sumatra, Indonesië. Mataram telt 3797 inwoners (volkstelling 2010).